# Sociální politika EU
Sociální politika Evropské unie je součástí prvního pilíře EU. Systémy sociálního zabezpečení jsou v členských zemích Evropské unie značně rozrůzněné: severské země kladou důraz na vysokou odpovědnost státu vůči občanům, naproti tomu Velká Británie je zastáncem liberálního modelu založeného na osobní odpovědnosti.
Ambicemi Evropské unie není sjednocovat tyto rozdílné systémy, ale spíše podporovat cíle, jichž chtějí dosáhnout: vyšší zaměstnanost, rovnější postavení mužů a žen na trhu práce, podpora vzdělávání, rozvoj kvalifikace pracovníků apod. Pro tyto účely byl vytvořen Evropský sociální fond (ESF), z něhož mohou členské státy čerpat finanční prostředky na financování svých programů v sociální oblasti.
| Politika Evropské unie – „Tři pilíře“ | Politika Evropské unie – „Tři pilíře“ | Politika Evropské unie – „Tři pilíře“                                                                                    |
| I. Evropská společenství | II. Společná zahraniční a bezpečnostní politika | III. Policejní a justiční spolupráce                                                                                     |
| --- | --- | --- |
| - Společná zemědělská politika - Hospodářská a měnová unie - Celní unie a Společný trh - Společná obchodní politika - Regionální a strukturální politika - Dopravní politika - Sociální politika - Schengenský prostor - Občanství EU - Vědecko-výzkumná politika - Politika hospodářské soutěže - Ekologická politika - Politika ochrany spotřebitele - Vzdělání a kultura - Společná rybolovná politika - Azylová a přistěhovalecká politika | Zahraniční politika: - Spolupráce v zahraniční politice - Dodržování míru - Volební pozorovatelé - Lidská práva - Demokracie - Rozvojová pomoc Bezpečnostní politika: - Evropská bezpečnostní politika - Evropské síly rychlé reakce - Odzbrojování | - Pašování drog a obchod se zbraněmi - Obchod s lidmi - Terorismus - Zločiny proti dětem - Organizovaný zločin - Korupce |

## Migrační a integrační politika
Migrační a integrační politika států Evropských společenství se od konce osmdesátých let 20. století celkově dostávala pod rostoucí tlak, ovlivňující organizační funkce národního státu a jeho manévrovací prostory. Tento tlak přicházel zvnějšku, shora, zdola i zevnitř. Zvějšku tu působil proces globalizace, zdola pak regionalizace a dokonce i "lokalismu", tlak shora byl způsoben přenesením vládních funkcí na nadnárodní evropskou úroveň a zevnitř působil hned dvojím způsobem. Na jedné straně již zmíněným oslabováním významu státní příslušnosti jako kritéria pro získání nároků na sociální participaci, na druhé straně vytvářením nadnárodních a transkulturních identit.Tento vývoj souvisel s poklesem zájmu o změnu občanství, neboť většiny základních ekonomických a sociálních práv bylo možné při dostatečně dlouhém pobytu v zemi a s patřičně zajištěným pobytovým statusem dosáhnout i bez nového pasu.Svou roli zřejmě hrála i skutečnost, že státy národního blahobytu a sociálního zabezpečení samy ztrácely svůj politický regulační potenciál a pro imigranty proto již nepředstavovaly základní relační a orientační veličinu.